# Carl Oscar Borg
Carl Oscar Borg (født 3. marts 1879 i Grinstads sogn, nær Mellerud i Dalsland, Älvsborgs län ; død 8. maj 1947 i Santa Barbara, Californien) var en svensk-amerikansk kunstner, især kendt for motiver fra indianske miljøer og "The American West" med Grand Canyon. Han er repræsenteret på en lang række amerikanske kunstmuseer.

## Galleri
| - Indianske motiver - Ved lejrbålet - Ved lejrbålet - En knælende indianer - Navajohjord, Arizona - Vogntog - Indianerlejr - Høvdingens bolig Moenkopi, Arizona - Hopihus, Walpi Arizona - Walpi-kvinder |

| - Grand Canyon - Grand Canyon - Ved bjergkanten, On the Rim, Grand Canyon, Arizona - Vinterdag i Grand Canyon |

| - Andre motiver - Landskab i Californien - Landskab i Arizona - En sommerdag ved Stillehavskysten - Santa Ynez Mountains ved Stillehavskysten, 1924 - The Red Rock Wall (en?) - Under Western Skies - Watching the Race - Vildheste, Nevada 1945 - Heste og rytter - Åben dør i guvernørens bolig - Pont Neuf, Paris |